# Ballspielclub 1914 Oppau 1962-1963
Questa voce raccoglie le informazioni riguardanti il Ballspielclub 1914 Oppau nelle competizioni ufficiali della stagione 1962-1963.

## Stagione
Nella stagione 1962-1963 l'Oppau concluse il campionato di Oberliga sudovest al 14º posto.

## Rosa
| N. |                     | Ruolo | Calciatore          |
| -- | ------------------- | ----- | ------------------- |
|    | Germania (bandiera) | P     | Gerd Braun II       |
|    | Germania (bandiera) | D     | Emil Eberspach I    |
|    | Germania (bandiera) | D     | Helmut Gründel      |
|    | Germania (bandiera) | D     | Martin Job          |
|    | Germania (bandiera) | D     | Günther Keller      |
|    | Germania (bandiera) | D     | Karlheinz Keller II |
|    | Germania (bandiera) | C     | Bernhard Bachner    |
|    | Germania (bandiera) | C     | Erich Eberspach II  |

| N. |                     | Ruolo | Calciatore        |
| -- | ------------------- | ----- | ----------------- |
|    | Germania (bandiera) | C     | Dieter Münch      |
|    | Germania (bandiera) | A     | Manfred Blümbott  |
|    | Germania (bandiera) | A     | Karlheinz Braun I |
|    | Germania (bandiera) | A     | Walter Gogel      |
|    | Germania (bandiera) | A     | Walter Groß       |
|    | Germania (bandiera) | A     | Günter Heiden     |
|    | Germania (bandiera) | A     | Werner Hüter      |
|    | Germania (bandiera) | A     | Hilmar Kuntz      |

## Organigramma societario
Area tecnica
- Allenatore:
- Allenatore in seconda:
- Preparatore dei portieri:
- Preparatori atletici:
- Analisi video:

## Calciomercato

### Sessione estiva
| Acquisti | Acquisti | Acquisti | Acquisti |
| R.       | Nome     | da       | Modalità |
| -------- | -------- | -------- | -------- |

| Cessioni | Cessioni        | Cessioni    | Cessioni |
| R.       | Nome            | a           | Modalità |
| -------- | --------------- | ----------- | -------- |
| A        | Friedel Reuther | Saarbrücken |          |

## Risultati

### Oberliga sudovest

#### Girone di andata
| Arbitro: | Peters |

|                    |           |                                     |
| Groß 29’ Gogel 73’ | Marcatori | 35’ Klein 41’ Brill 89’ (aut.) Groß |

| Arbitro: | Tremmel |

|                              |           |  |
| Richter 1’, 84’ Gawletta 90’ | Marcatori |  |

| Arbitro: | Tschenscher |

|                                       |           |            |
| Heiden 24’, 82’ (rig.) Münch 60’, 80’ | Marcatori | 37’ Weyand |

| Arbitro: | Spinnler |

|                            |           |                    |
| Link 12’ Vondung 73’ I 75’ | Marcatori | 37’ Kuntz 57’ Groß |

| Arbitro: | Bernhard |

|          |           |                          |
| Groß 60’ | Marcatori | 25’ Bodes 56’, 89’ Trapp |

| 23 settembre 1962 6ª giornata                           | Sportfreunde 05 Saarbrücken | 2 – 0 referto | Oppau |  |
| \| \| \| \| \| Spengler 24’ Löhr 29’ \| Marcatori \| \| |                             |               |       |  |
|                                                         |                             |               |       |  |
| Spengler 24’ Löhr 29’                                   | Marcatori                   |               |       |  |

| Arbitro: | Schmid |

|                      |           |                            |
| II 0’ Kuntz 38’, 75’ | Marcatori | 29’ Rumpf 65’ (rig.) Karis |

| Arbitro: | Klees |

|           |           |                   |
| Gogel 68’ | Marcatori | 49’, 84’ Krafczyk |

| Arbitro: | Altmann |

|                                                              |           |          |
| Fuchs 13’, 56’ Nothnik 14’, 87’ Liebeck 69’ (rig.) Bader 71’ | Marcatori | 68’ Groß |

| Arbitro: | Ommerborn |

|                         |           |           |
| Wittemaier 27’ Lieb 69’ | Marcatori | 84’ Gogel |

| Arbitro: | Tremmel |

|                   |           |                       |
| Groß 6’ Gogel 65’ | Marcatori | 12’ Braner 40’ Seider |

| Arbitro: | Maus |

|                        |           |  |
| Reckel 13’ Löhfelm 87’ | Marcatori |  |

| Arbitro: | Wagner |

|                           |           |  |
| Gogel 28’ II 38’ Groß 75’ | Marcatori |  |

| Arbitro: | Ott |

|                   |           |  |
| Heiden 11’ (rig.) | Marcatori |  |

| 9 dicembre 1962 15ª giornata | Eintracht Bad Kreuznach | 0 – 0 referto | Oppau | (800 spett.)\| Arbitro: \| Olk \| |
| Arbitro:                     | Olk                     |               |       |                                   |

#### Girone di ritorno
| Arbitro: | Spinnler |

|                                                              |           |           |
| Kapitulski 0’, 61’, 73’ (rig.) Seebach 39’, 69’ Weishaar 66’ | Marcatori | 90’ Gogel |

| 24 marzo 1963 17ª giornata | Oppau  | 0 – 0 referto | Kaiserslautern | (6 000 spett.)\| Arbitro: \| Wagner \| |
| Arbitro:                   | Wagner |               |                |                                        |

| Arbitro: | Spinnler |

|                                               |           |           |
| Hölzenbein 24’ Pollert 42’ Hölzemann 76’, 86’ | Marcatori | 26’ Kuntz |

| Arbitro: | Bien |

|                                              |           |  |
| Wanger 27’ Spölgen 42’ Trapp 74’, 75’ (rig.) | Marcatori |  |

| Arbitro: | Hess |

|          |           |                             |
| Groß 38’ | Marcatori | 48’, 70’ Christ 90’ Massion |

| Arbitro: | Schmitt |

|  |           |             |
|  | Marcatori | 13’, 70’ II |

| Arbitro: | Weber |

|                                              |           |  |
| Remark 34’ Vollmar 42’ Maas 57’ Krafczyk 88’ | Marcatori |  |

| Arbitro: | Bersch |

|               |           |                      |
| Groß 63’, 89’ | Marcatori | 29’ Bader 85’ Zimmer |

| Arbitro: | Mathieu |

|                |           |  |
| Münch 50’, 75’ | Marcatori |  |

| Arbitro: | Konrad |

|  |           |                             |
|  | Marcatori | 20’, 85’ Lieb 78’ Gutermann |

| Arbitro: | Ommerborn |

|                               |           |  |
| Steffen 25’, 32’ Kirstein 39’ | Marcatori |  |

| Arbitro: | Kuhn |

|                                    |           |              |
| Münch 19’ Heiden 44’ (rig.) II 64’ | Marcatori | 84’ Wuhrmann |

| Arbitro: | Koch |

|  |           |                                                   |
|  | Marcatori | 11’ II 35’, 53’, 75’ Gründel 40’ Groß 83’, 85’ II |

| Arbitro: | Peters |

|                                      |           |           |
| Münch 6’ Heiden 47’ (rig.) Kuntz 68’ | Marcatori | 63’ Klein |

| Arbitro: | Linn |

|                               |           |  |
| Kuntz 3’, 52’ Berg 6’ May 35’ | Marcatori |  |

## Statistiche

### Statistiche di squadra
| Competizione      | Punti | In casa | In casa | In casa | In casa | In casa | In casa | In trasferta | In trasferta | In trasferta | In trasferta | In trasferta | In trasferta | Totale | Totale | Totale | Totale | Totale | Totale | DR  |
| Competizione      | Punti | G       | V       | N       | P       | Gf      | Gs      | G            | V            | N            | P            | Gf           | Gs           | G      | V      | N      | P      | Gf     | Gs     | DR  |
| ----------------- | ----- | ------- | ------- | ------- | ------- | ------- | ------- | ------------ | ------------ | ------------ | ------------ | ------------ | ------------ | ------ | ------ | ------ | ------ | ------ | ------ | --- |
| Oberliga sudovest | 22    | 15      | 7       | 3       | 5       | 28      | 23      | 15           | 2            | 1            | 12           | 15           | 43           | 30     | 9      | 4      | 17     | 43     | 66     | -23 |
| Totale            | 22    | 15      | 7       | 3       | 5       | 28      | 23      | 15           | 2            | 1            | 12           | 15           | 43           | 30     | 9      | 4      | 17     | 43     | 66     | -23 |

### Andamento in campionato
| Giornata  | 1  | 2  | 3 | 4  | 5  | 6  | 7  | 8  | 9  | 10 | 11 | 12 | 13 | 14 | 15 | 16 | 17 | 18 | 19 | 20 | 21 | 22 | 23 | 24 | 25 | 26 | 27 | 28 | 29 | 30 |
| --------- | -- | -- | - | -- | -- | -- | -- | -- | -- | -- | -- | -- | -- | -- | -- | -- | -- | -- | -- | -- | -- | -- | -- | -- | -- | -- | -- | -- | -- | -- |
| Luogo     | C  | T  | C | T  | C  | T  | C  | C  | T  | T  | C  | T  | C  | C  | T  | T  | C  | T  | T  | C  | T  | T  | C  | C  | C  | T  | C  | T  | C  | T  |
| Risultato | P  | P  | V | P  | P  | P  | V  | P  | P  | P  | N  | P  | V  | V  | N  | P  | N  | P  | P  | P  | V  | P  | N  | V  | P  | P  | V  | V  | V  | P  |
| Posizione | 10 | 15 | 9 | 10 | 14 | 15 | 13 | 13 | 15 | 15 | 14 | 15 | 15 | 14 | 13 | 15 | 15 | 15 | 15 | 15 | 15 | 15 | 15 | 15 | 15 | 15 | 15 | 14 | 14 | 14 |

Legenda:

Luogo: C = Casa; T = Trasferta. Risultato: V = Vittoria; N = Pareggio; P = Sconfitta.

### Statistiche dei giocatori
| B. Bachner  | 19 | 0  | 0 | 0 |
| M. Blümbott | 1  | 0  | 0 | 0 |
| W. Gogel    | 17 | 6  | 0 | 0 |
| W. Groß     | 29 | 10 | 0 | 0 |
| H. Gründel  | 24 | 3  | 0 | 0 |
| G. Heiden   | 29 | 5  | 0 | 0 |
| W. Hüter    | 4  | 0  | 0 | 0 |
| E. I        | 20 | 0  | 0 | 0 |
| K. I        | 5  | 0  | 0 | 0 |
| E. II       | 28 | 6  | 0 | 0 |
| G. II       | 30 | 0  | 0 | 0 |
| K. II       | 17 | 2  | 0 | 0 |
| C. Jakoby   | 4  | 0  | 0 | 0 |
| M. Job      | 26 | 0  | 0 | 0 |
| G. Keller   | 3  | 0  | 0 | 0 |
| H. Kuntz    | 27 | 5  | 0 | 0 |
| V. Meier    | 16 | 0  | 0 | 0 |
| D. Münch    | 29 | 6  | 0 | 0 |
| P. Schork   | 2  | 0  | 0 | 0 |